# Benoît Régent
Pour les articles homonymes, voir Régent.
Benoît Michel Régent est un acteur français, né le 19 décembre 1953 à Nantes et mort le 22 octobre 1994 à Zurich en Suisse.

## Biographie
Après le cours Périmony, Benoît Régent, admis au Conservatoire national supérieur d'art dramatique de Paris, suit l'enseignement d'Antoine Vitez et de Jean-Paul Roussillon. Il débute sur scène en 1970 dans Tête d'or de Paul Claudel, mis en scène par Denis Llorca. Il intègre ensuite, avec d'autres débutants comme Thierry Fortineau et Christophe Malavoy, la troupe du jeune metteur en  scène américain Stuart Seide pour jouer Troïlus et Cressida de Shakespeare en 1974 et Dommage qu'elle soit une putain de John Ford. Le succès de ces spectacles montés avec très peu de moyens lance la carrière de ces jeunes gens. En 1981, Patrice Chéreau le dirige au théâtre dans Peer Gynt de Henrik Ibsen, puis  en 1983 dans Les Paravents de Jean Genet.
Au cinéma longtemps cantonné dans des rôles secondaires, il est remarqué dans La Diagonale du fou de Richard Dembo qui lui vaut une nomination au César du meilleur espoir masculin en 1985. Il accède enfin aux  rôles importants avec des films comme Une flamme dans mon cœur (1986) d'Alain Tanner, La Bande des quatre (1988) de Jacques Rivette, J'entends plus la guitare de Philippe Garrel.
Il obtient une plus grande reconnaissance critique et publique en apparaissant dans Trois couleurs : Bleu de Krzysztof Kieslowski, puis ...à la campagne de Manuel Poirier.

### Vie privée
Épouse : Marilyne Canto, actrice (m. 1989–1994)  avec qui il a eu un enfant, Ferdinand.
Benoît Régent meurt prématurément d'une rupture d'anévrisme, à la fin du tournage de Noir comme le souvenir de Jean-Pierre Mocky à Zurich, en Suisse, le 22 octobre 1994. Il repose dans le cimetière de Bagneux (division 46).

## Filmographie

### Cinéma
- 1982 : L'Indiscrétion de Pierre Lary
- 1983 : La Java des ombres de Romain Goupil : Le dealer
- 1983 : Un dimanche de flic de Michel Vianey : Makovski
- 1983 : Stella de Laurent Heynemann : Chef F.F.I
- 1984 : Mon ami Washington de Helvio Soto
- 1984 : Train d'enfer de Roger Hanin : Jouffroy
- 1984 : La Diagonale du fou de Richard Dembo : Barabal
- 1985 : Rouge-gorge de Pierre Zucca : Philippe
- 1985 : L'Été prochain de Nadine Trintignant : Le médecin
- 1985 : Subway de Luc Besson : le commerçant
- 1985 : Spécial police de Michel Vianey : Livio
- 1986 : L'Iguane de Serge Meynard - court métrage -
- 1986 : La Maison de fer de Gilbert Kelner - court métrage -
- 1986 : Bleu comme l'enfer d'Yves Boisset : Henri
- 1986 : Un homme et une femme : Vingt ans déjà de Claude Lelouch : Un infirmier
- 1986 : Autour de minuit ( 'Round Midnight) de Bertrand Tavernier : Psychiatre
- 1986 : Noir et Blanc de Claire Devers
- 1987 : Nouilles de Marilyne Canto : Un client - Également coproducteur -
- 1987 : Une flamme dans mon cœur d'Alain Tanner : Pierre
- 1988 : La Bande des quatre de Jacques Rivette : Thomas
- 1988 : L'Île aux oiseaux de Geoffroy Larcher : Vincent
- 1988 : Accord parfait d'Arsène Floquet : Le père
- 1988 : La Maison de Jeanne de Magali Clément : Pierre
- 1988 : A Soldier's Tale de Larry Parr : père supérieur
- 1988 : Savannah, la ballade de Marco Pico : Le pompiste
- 1989 : Bunker Palace Hôtel d'Enki Bilal : Nikolaï
- 1990 : Dr M de Claude Chabrol : Stieglitz
- 1990 : Jean Galmot, aventurier d'Alain Maline : Alexandre Stavisky
- 1991 : J'entends plus la guitare de Philippe Garrel : Gérard
- 1992 : Épiderme (court métrage de 12 minutes) de Jean-Luc Blanchet
- 1993 : Attendre le navire d'Alain Raoussi
- 1993 : Trois Couleurs : Bleu de Krzysztof Kieślowski : Olivier Benoit
- 1993 : Grand Bonheur de Hervé Le Roux: Bernard
- 1994 : Trois couleurs : Rouge de Krzysztof Kieślowski
- 1994 : Du fond du cœur de Jacques Doillon : Benjamin Constant
- 1995 : En mai, fais ce qu'il te plaît de Pierre Grange : Jean-Claude
- 1995 : ...à la campagne de Manuel Poirier : Benoît
- 1995 : Noir comme le souvenir de Jean-Pierre Mocky : Dr David Wahl

### Télévision
- 1980 : La Femme intégrale de Claudine Guilmain : Jacques
- 1980 : La Peau de chagrin de Michel Favart : Bixiou
- 1981 : Peer Gynt de Bernard Sobel : Un jeune homme
- 1986 : Adieu la vie, épisode d'une série télévisée : Malard
- 1986 : Série noire
- 1989 : Imogène (série) - ép.5 Les Fiançailles d'Imogène : Erwann de Kerzellec
- 1991 : F.X. Messerschmidt - sculpteur (court métrage de 12 minutes) de Marino Vagliano
- 1991 : Pierre qui roule : Pierre
- 1993 : Monologues - Parking, épisode d'une série télévisée : Le Gardien
- 1993 : Jeux d'enfants : Vincent

## Théâtre
- 1974 : Troïlus et Cressida de William Shakespeare, mise en scène Stuart Seide, Théâtre de l'École Normale Supérieure, TNP
- 1975 : Dommage qu'elle soit une putain de John Ford, mise en scène Stuart Seide, Théâtre des Quartiers d'Ivry, Théâtre des Amandiers
- 1977 : Le Misanthrope de Molière, mise en scène Jean-Paul Roussillon, Théâtre des Célestins, tournées Herbert-Karsenty
- 1978 : Rimbaud, ou Le Fils du soleil de Lorenzo Ferrero, Festival d'Avignon
- 1983 : Les Paravents de Jean Genet, mise en scène Patrice Chéreau, Théâtre des Amandiers Nanterre, le gendarme
- 1984 : Great Britain d'après Edouard II de Peter Marlowe, mise en scène Jean-Hugues Anglade, Théâtre des Amandiers, Mortimer
- 1991 : Le Cas Müller II - Rivage à l'abandon, Matériau-Médée, Paysage avec Argonautes d'Heiner Müller, mise en scène Jean-François Peyret, Jean Jourdheuil, Festival d'Avignon
- 1991 : Le Cas Müller III Quartett d'Heiner Muller, mise en scène Jean-François Peyret, Jean Jourdheuil, Festival d'Avignon
- 1992 : Chef-lieu d'Alain Gautré, mise en scène Jean-Claude Fall, Théâtre Gérard Philipe, Théâtre Daniel Sorano Toulouse
- 1992 : La Compagnie des hommes d'Edward Bond, mise en scène Alain Françon, CDN de Savoie, Théâtre de la Ville, Théâtre de Nice

## Distinctions
Nommé aux Césars du cinéma 1985 comme meilleur espoir masculin pour sa prestation dans La Diagonale du fou.